# 京都府道248号平等院線
京都府道248号平等院線（きょうとふどう248ごう びょうどういんせん）は、京都府宇治市を通る一般府道である。

## 概要
平等院前から宇治市宇治至る。
平等院へ続く参道で、150 mほどの府道である。

### 路線データ
- 起点：宇治市宇治（平等院前）
- 終点：宇治市宇治（宇治橋西詰交差点、滋賀県道・京都府道3号大津南郷宇治線終点、京都府道7号京都宇治線・京都府道15号宇治淀線起点）
- 総延長：150 m

## 地理

### 通過する自治体
- 宇治市

### 交差する道路
| 交差する道路                                                                   | 交差する場所 | 交差する場所            |
| ------------------------------------------------------------------------------ | ------------ | ----------------------- |
| 滋賀県道・京都府道3号大津南郷宇治線 京都府道7号京都宇治線 京都府道15号宇治淀線 | 宇治         | 宇治橋西詰交差点 / 終点 |

### 沿線
- 平等院鳳凰堂（世界遺産）
- 宇治公園